# Themira
Themira är ett släkte av tvåvingar. Themira ingår i familjen svängflugor.

## Bildgalleri

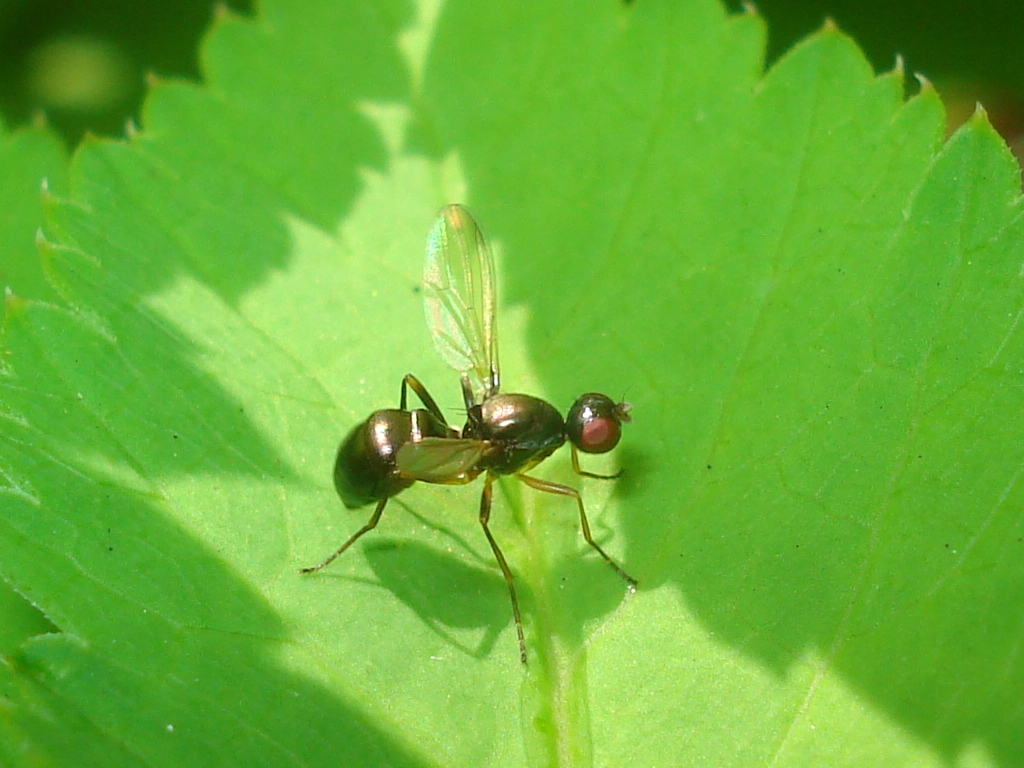
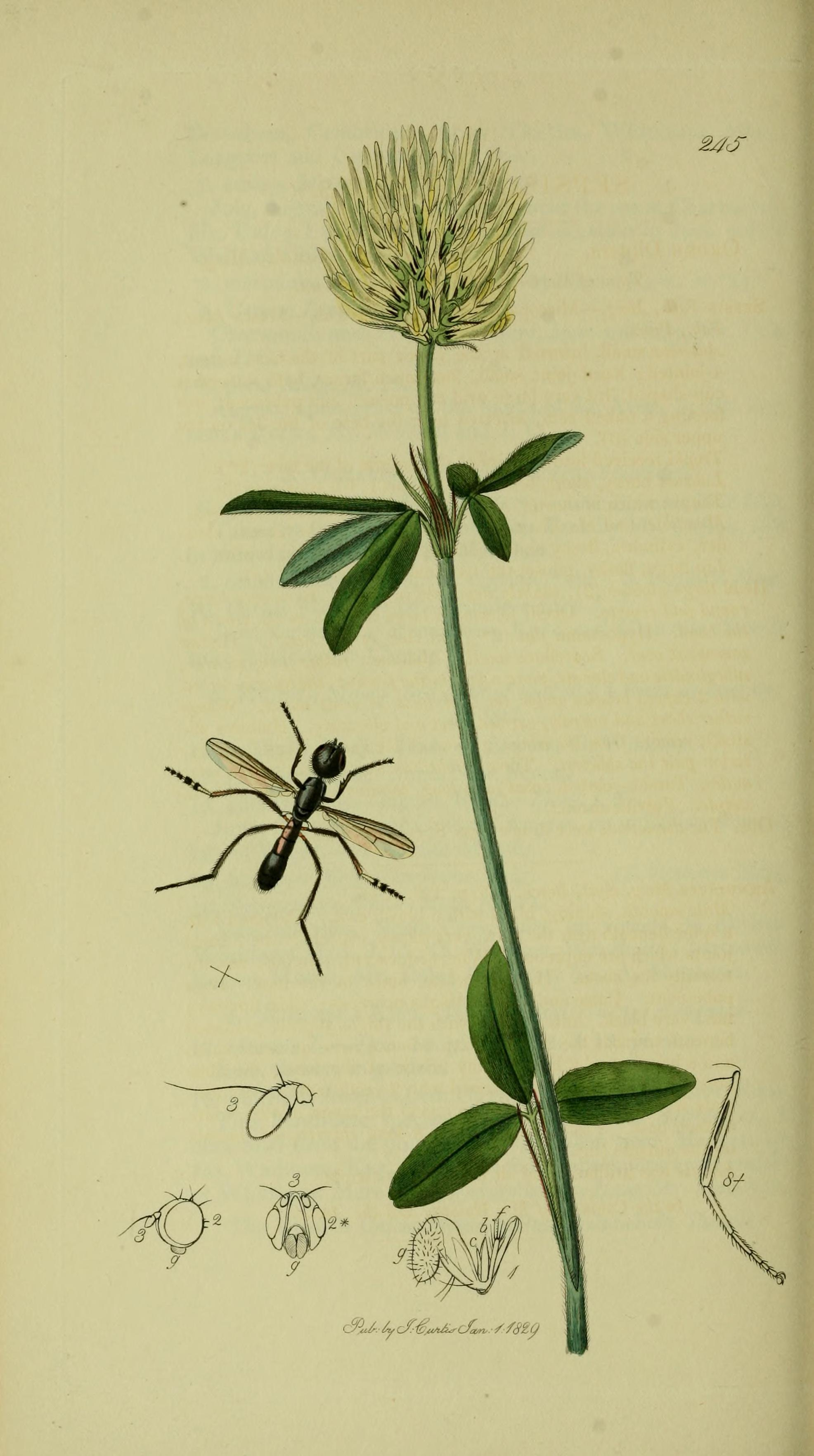

## Dottertaxa tillThemira, i alfabetisk ordning[1][2]
- Themira annulipes
- Themira arctica
- Themira bifida
- Themira biloba
- Themira bispinosa
- Themira endoi
- Themira flavicoxa
- Themira germanica
- Themira gorodkovi
- Themira gracilis
- Themira japonica
- Themira kanoi
- Themira latitarsata
- Themira leachi
- Themira lucida
- Themira lutulenta
- Themira maculitarsis
- Themira makiharai
- Themira malformans
- Themira mesopleuralis
- Themira mexicana
- Themira minor
- Themira mongolica
- Themira nigricornis
- Themira notmani
- Themira paludosa
- Themira przewalskii
- Themira pusilla
- Themira putris
- Themira ringdahli
- Themira sabulicola
- Themira saigusai
- Themira seticrus
- Themira shimai
- Themira simplicipes
- Themira superba